# Kleszczele
Kleszczeleⓘ é um município no nordeste da Polônia. Pertence à voivodia da Podláquia, no condado de Hajnówka. É a sede da comuna urbano-rural de Kleszczele. Localizado no rio Nurzec, na fronteira com a Bielorrússia. Nos anos 1975–1998, a cidade pertencia administrativamente à voivodia de Białystok.
Pela cidade passam a estrada nacional n.º 66 e duas estradas provinciais: 685 e 693. Através das conexões rodoviárias Kleszczele está conectada a Białystok, Hajnówka e Siemiatycze, e através da linha ferroviária (existe uma estação ferroviária aqui) com Białystok e Brest.
Estende-se por uma área de 46,7 km², com 1 047 habitantes, segundo o censo de 31 de dezembro de 2024, com uma densidade populacional de 22 hab./km².

## História

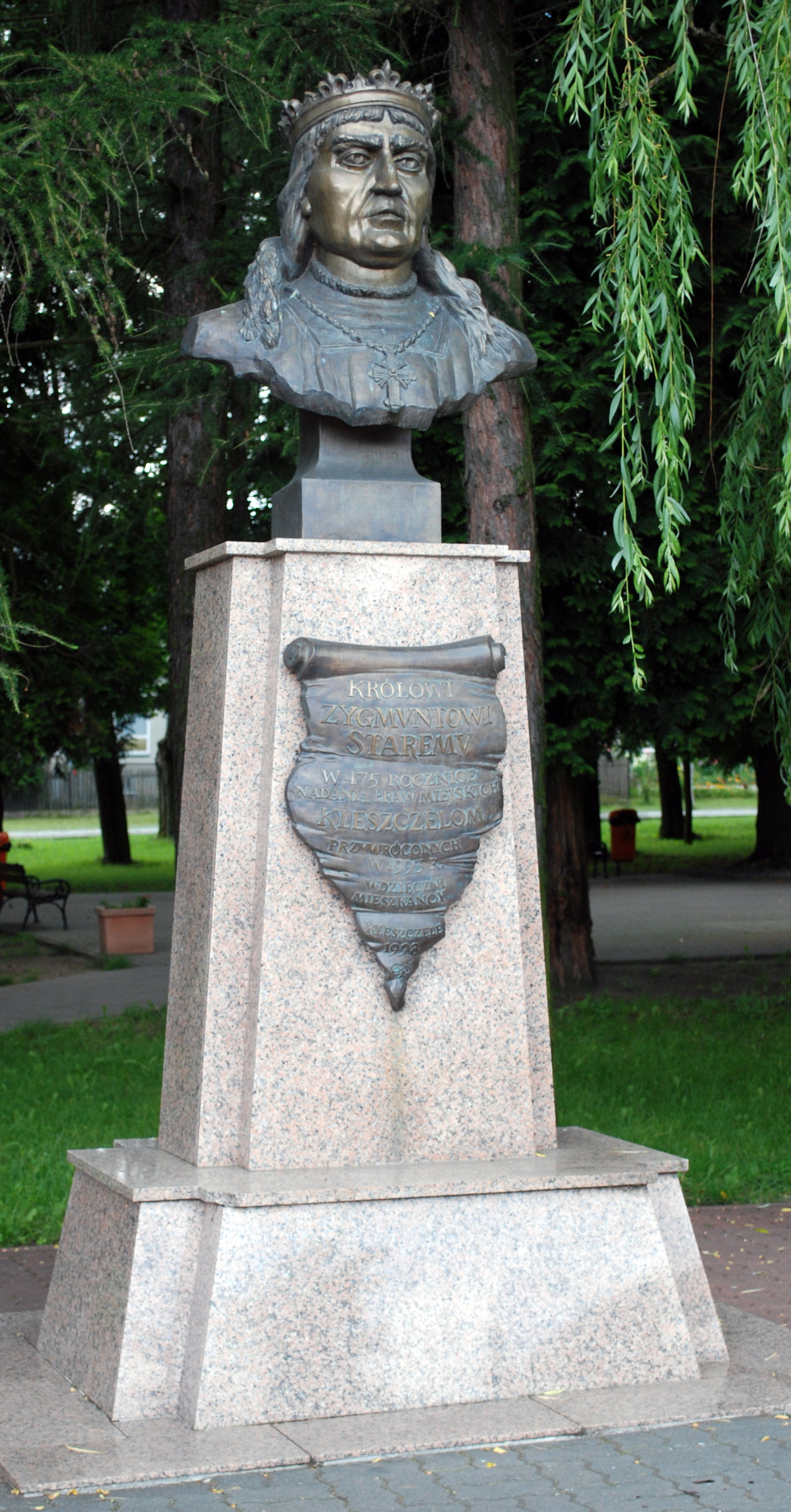
Monumento ao rei Sigismundo I, o Velho

Kleszczele foi fundada por ordem do rei Sigismundo I, o Velho, pelo chanceler e voivoda de Vilnius, Mikołaj Radziwiłł. Era uma cidade real na Coroa do Reino da Polônia, no gabinete de apoio de Kleszczelów da voivodia de Bielsk-Biała Podlaskie em 1795.

### Linha do tempo
- 1506 – primeira lei de fundação
- 1525 – fundação da cidade real sob a lei de Chełmno[4]
- 1544 – construção uma igreja doada pela rainha Bona Sforza
- 1560 – a primeira menção das igrejas ortodoxas paroquiais de São Nicolau e São Jorge; ambas provavelmente já existiam no momento da concessão de direitos de cidade a Kleszczele[5]
- 1566 – a cidade tem 385 casas habitadas por cerca de 2 310 pessoas
- 1581 – a rainha Ana Jaguelão permitiu que os habitantes da cidade construíssem uma prefeitura com uma taberna, balanças e uma sala de corte na praça do mercado. No segundo privilégio, ela deu um selo e um brasão — um cordeiro com uma bandeira e uma inscrição em latim: Sygillum Civitatis Kleszczeleeviensis.
- 1631 – a Prefeitura de Kleszczele é incendiada
- 1633 – as igrejas ortodoxas de Kleszczele aceitaram de facto a União de Brest, retirada à força dos ortodoxos pelo clero uniata com a ajuda do starosta[6]
- 1648 - convocado um movimento popular perto da cidade[7]
- 1659 – a cidade é destruída pelos russos durante a Guerra com o Império Russo
- 1770 – após a guerra, a cidade é habitada por aproximadamente 200 pessoas
- 1777 – a cidade reconstruída foi incendiada como resultado de um grande incêndio que deixou apenas 13 casas
- 1795 – a cidade ficou sob a administração do Reino da Prússia
- 1807 – a cidade estava sob a administração russa, localizada no condado de Bielsk, na região de Białystok
- 1839 – Sínodo de Polatsk: as paróquias uniatas em Kleszczele são incorporadas à Igreja Ortodoxa Russa
- 1843–1915 — liquidação da região de Białystok e incorporação da cidade no condado de Bielsk na gubernia de Grodno
- 1915 – cidade sob ocupação alemã (como resultado da Primeira Guerra Mundial)
- 1919 – nas fronteiras da Segunda República Polonesa, no condado de Bielsk, na voivodia de Białystok
- 1925 – o Corpo de Bombeiros de Voluntários é criado em Kleszczele
- 1939 – em setembro, inicialmente a ocupação alemã seguida da entrega da cidade à União Soviética
- 1939-1941 – parte da República Socialista Soviética da Bielorrússia, distrito de Kleszczelowski na província de Brest
- 1941–1944 – ocupação alemã (junho de 1941–julho de 1944), condado de Bielsk no distrito de Białystok
- Outono de 1941 – os alemães criaram um gueto para residentes judeus. Cerca de 2 000 pessoas ficaram lá[8]
- 6 de novembro de 1942 – a liquidação final do gueto, os judeus foram transportados para o gueto de Białystok e de lá para o campo de extermínio Treblinka II.[8]
- 20 de julho de 1944, Kleszczele foi capturada pelo 65.º Exército da Primeira Frente Bielorrussa sob o comando do general Paweł Batow.
- 23 de julho de 1944, a cidade foi capturada pela 4.ª e 8.ª Companhia de tanques alemã do 5.º antitanque SS Wiking, onde o comandante do I/5.º antitanque Saumenicht se encontrou na ponte com o comandante da 4.ª Divisão Panzer, general Clemens Betzel
- 1944 – nas fronteiras da República Popular da Polônia, no condado de Bielsk, na voivodia de Białystok
- 1948 – foi criada a União Cooperativa, posteriormente renomeada como Banco Spółdzielczy
- 1948 – a Associação de Caça “Cietrzew” foi criada em Kleszczele
- Nos anos 1948–1950, o Estado-Maior do 19.º Batalhão de Proteção de Fronteiras estava estacionada aqui.
- 1950 – perda dos direitos de cidade
- 1956 – criado o Centro de Máquinas do Estado, a Cooperativa Municipal “Samopomoc Chłopska”, a Cooperativa dos Círculos Agrícolas, a Cooperativa Química “Betesca”
- 1983 – criada a Fazenda Estadual Agropecuária
- 1 de outubro de 1993 – reconquistando os direitos de cidade
- 1997 – primeiros Dias de Kleszczele
- 1999 – inauguração da estátua do rei Sigismundo I, o Velho
- 14 de setembro de 2002 – inauguração cerimonial do reservatório de água em Repczyce
- 2004 – um furacão passa sobre a cidade, destruindo várias ruas

## Demografia
Conforme os dados do Escritório Central de Estatística da Polônia (GUS) de 31 de dezembro de 2024, Kleszczele é uma cidade muito pequena com uma população de 1 047 habitantes (39.º lugar na voivodia da Podláquia e 983.º na Polônia), tem uma área de 46,7 km² (4.º lugar na voivodia da Podláquia e 95.º lugar na Polônia) e a menor densidade populacional na voivodia, 22 hab./km² (40.º, último lugar na voivodia da Podláquia e 1012.º lugar na Polônia). Nos anos 2002–2024, o número de habitantes diminuiu 29,8%.
Os habitantes de Kleszczele constituem cerca de 2,72% da população do condado de Hajnówka, constituindo 0,09% da população da voivodia da Podláquia.
| Descrição                         | Total      | Total    | Mulheres   | Mulheres | Homens     | Homens   |
| --------------------------------- | ---------- | -------- | ---------- | -------- | ---------- | -------- |
| unidade                           | habitantes | %        | habitantes | %        | habitantes | %        |
| população                         | 1 047      | 100      | 528        | 50,4     | 519        | 49,6     |
| superfície                        | 46,7 km²   | 46,7 km² | 46,7 km²   | 46,7 km² | 46,7 km²   | 46,7 km² |
| densidade populacional (hab./km²) | 22         | 22       | 11,1       | 11,1     | 10,9       | 10,9     |

Em 1878, Kleszczele tinha 1 750 habitantes, dos quais 807 eram ortodoxos, 518 católicos, 435 judeus.
Segundo o Censo de 30 de setembro de 1921, 1 452 pessoas moravam em Kleszczele em 321 casas, 911 deram nacionalidade polonesa, 349 — bielorrussa, 147 — judeus, 45 —- russos. 621 pessoas eram judeus, 567 ortodoxos, 263 católicos e 1 ateu.

## Monumentos históricos

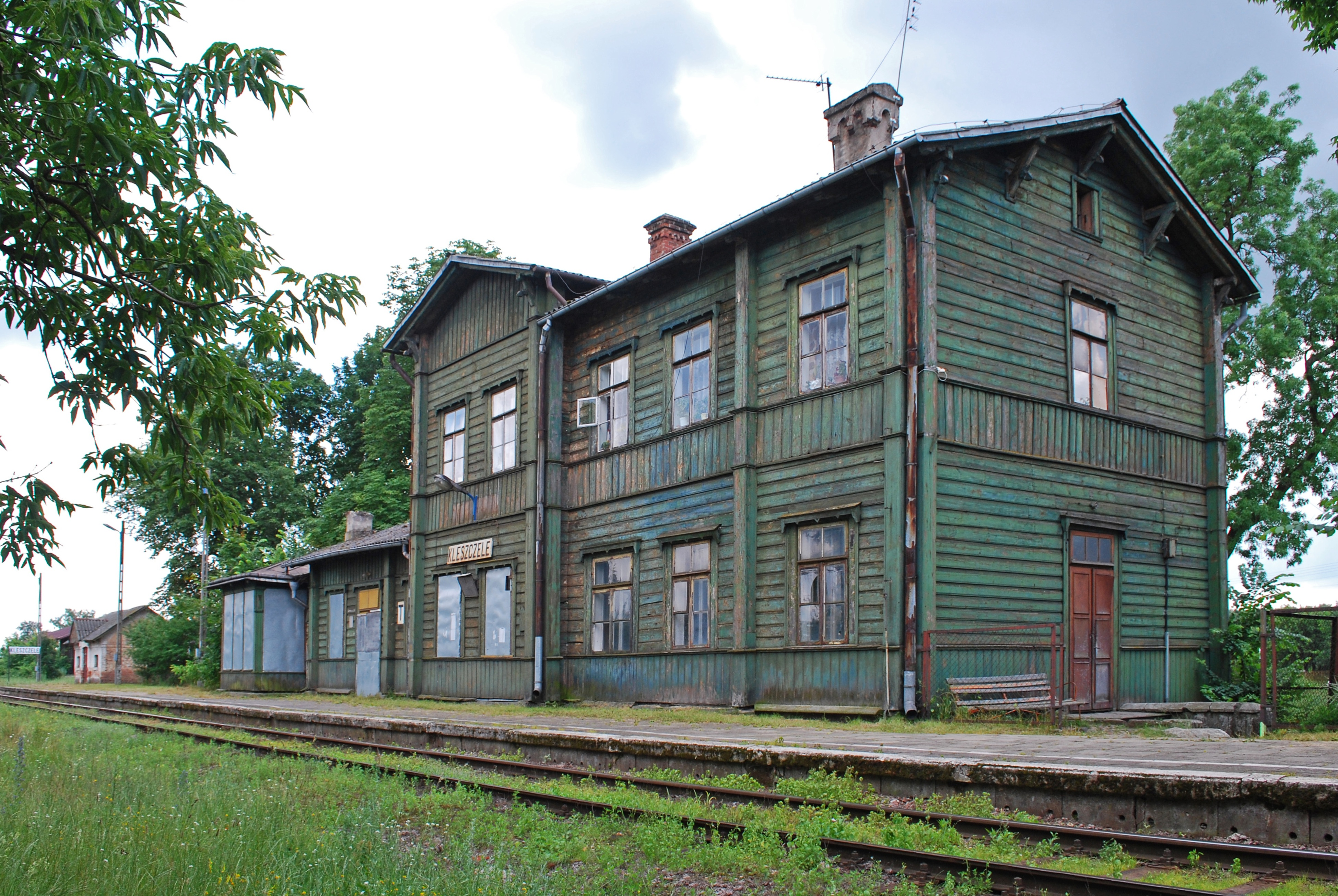
Edifício histórico da estação ferroviária em Kleszczele

- Disposição espacial da cidade, século XVI
- Igreja ortodoxa de São Nicolau de 1709 (originalmente a torre do sino Uniata), século XIX, de madeira
- Igreja ortodoxa de Dormição da Santíssima Mãe de Deus (paróquia), cerca de 1870
- Igreja católica de São Sigismundo Burgundzki, 1907-1910
- Estação ferroviária, aproximadamente 1900
- Cemitério ortodoxo
- Cemitério judeu

Monumentos não mais existentes
- Antiga sinagoga (incendiada em 1881)
- Sinagoga (demolida em 1941)

## Esportes
Há um clube de futebol na cidade, Orzeł Kleszczele, jogando na classe A.

## Comunidades religiosas

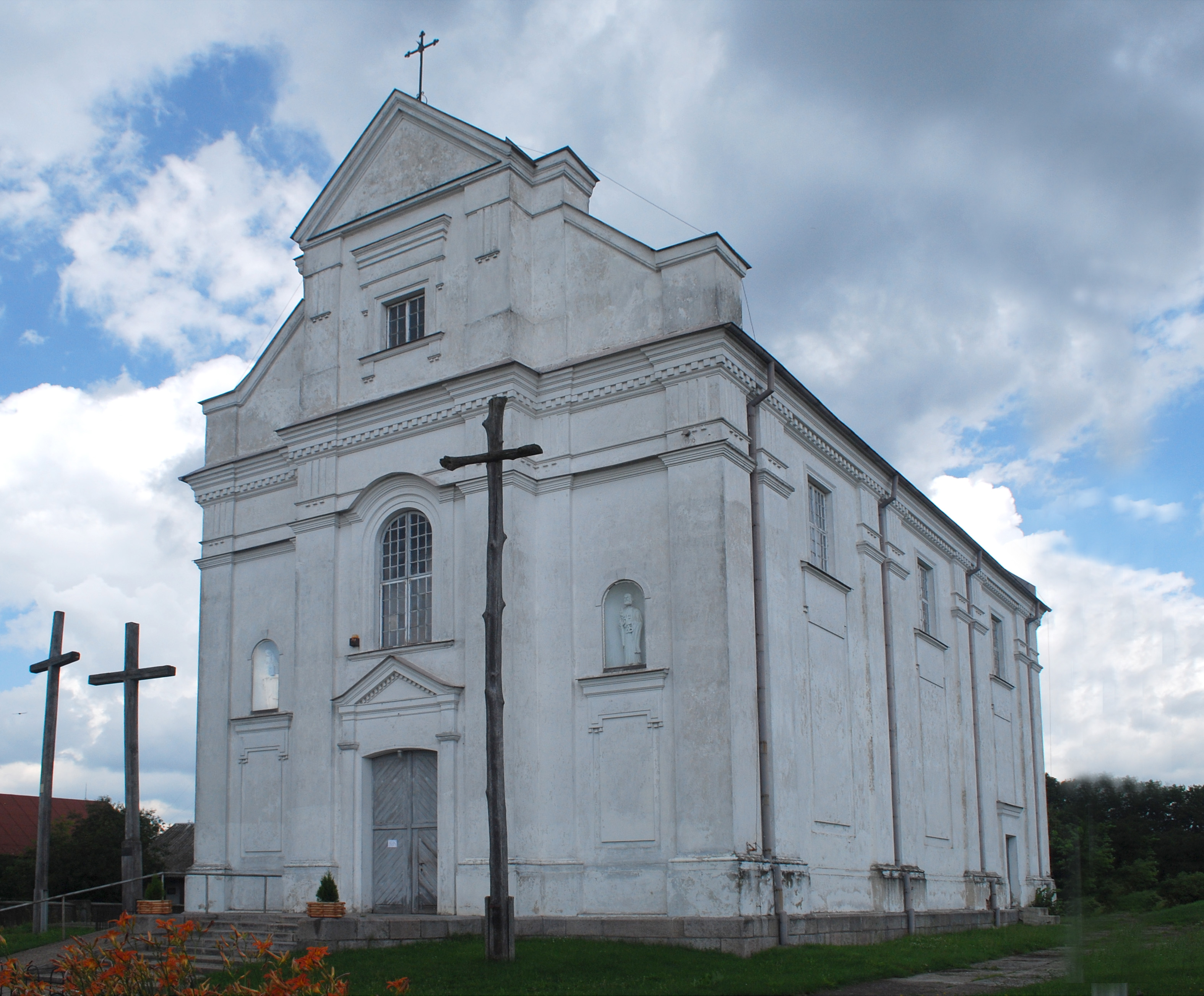
Igreja de São Sigismundo da Borgonha

As seguintes igrejas e associações religiosas realizam atividades em Kleszczele:
- Igreja Católica na Polônia:
  - Paróquia de São Sigismundo[14]
- Igreja Ortodoxa Polonesa:
  - Paróquia da Dormição da Bem-Aventurada Virgem Maria[15]
- Igreja Batista:
  - Igreja batista
- Testemunhas de Jeová:
  - Igreja em Kleszczele (Salão do Reino, rua Sosnowa 7)

## Outros
A Fazenda Agrícola Estatal Kleszczele operava no vilarejo. Em 1993 foi transformada na Fazenda Kleszczele do Tesouro do Estado. Após a privatização como uma fazenda particular Zenon Żwirowski.